# Castello di Manfredonia

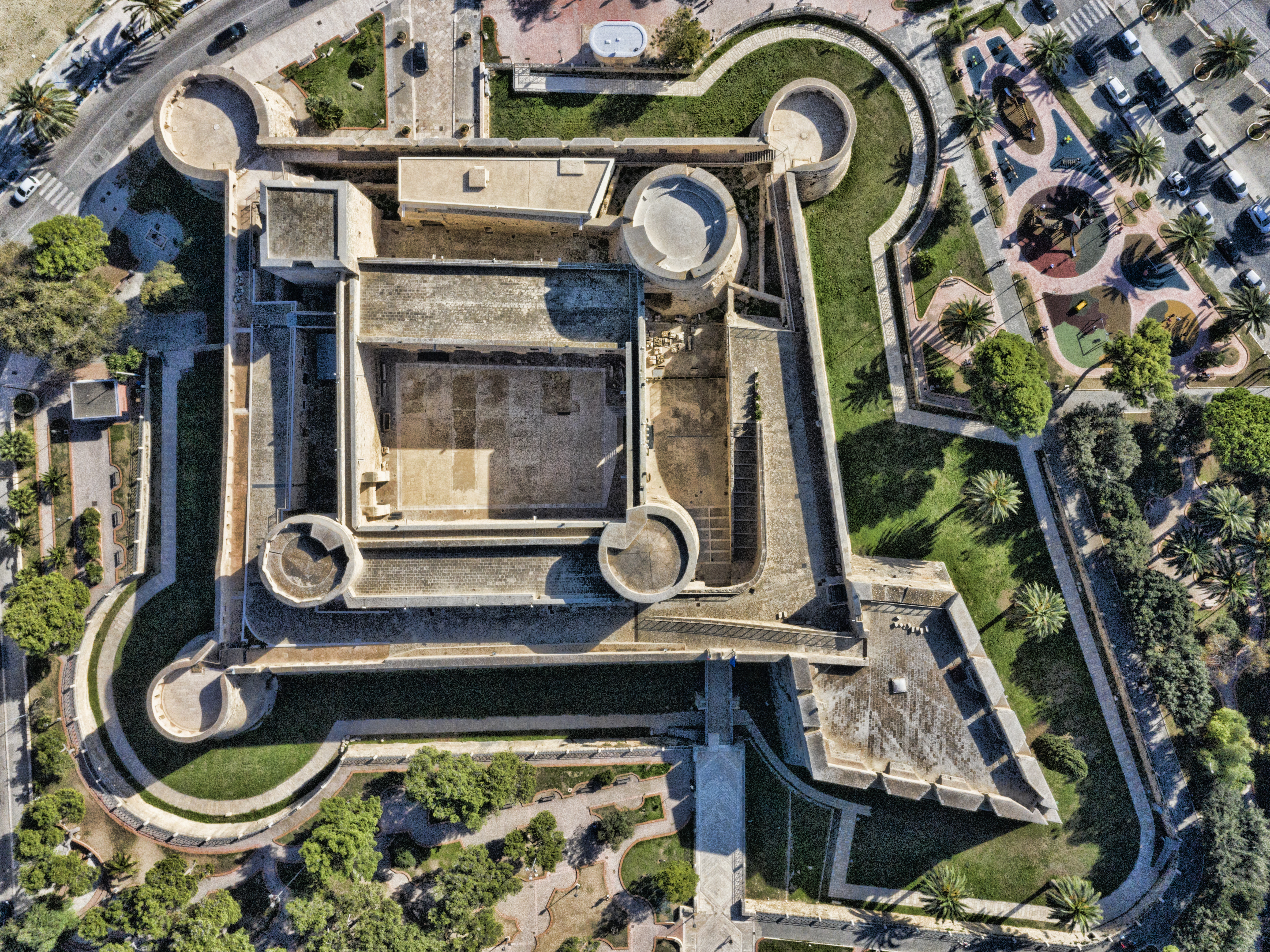

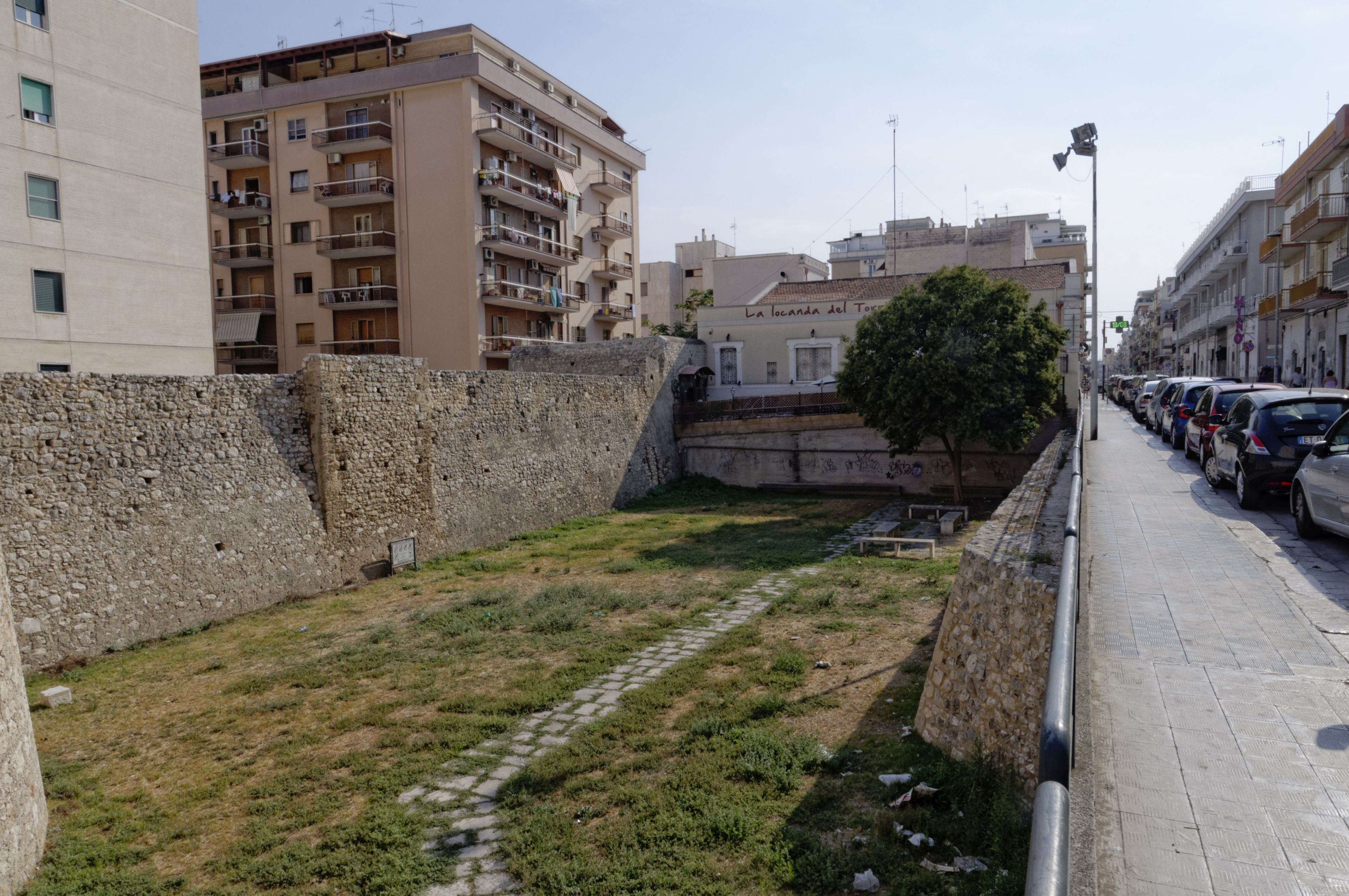

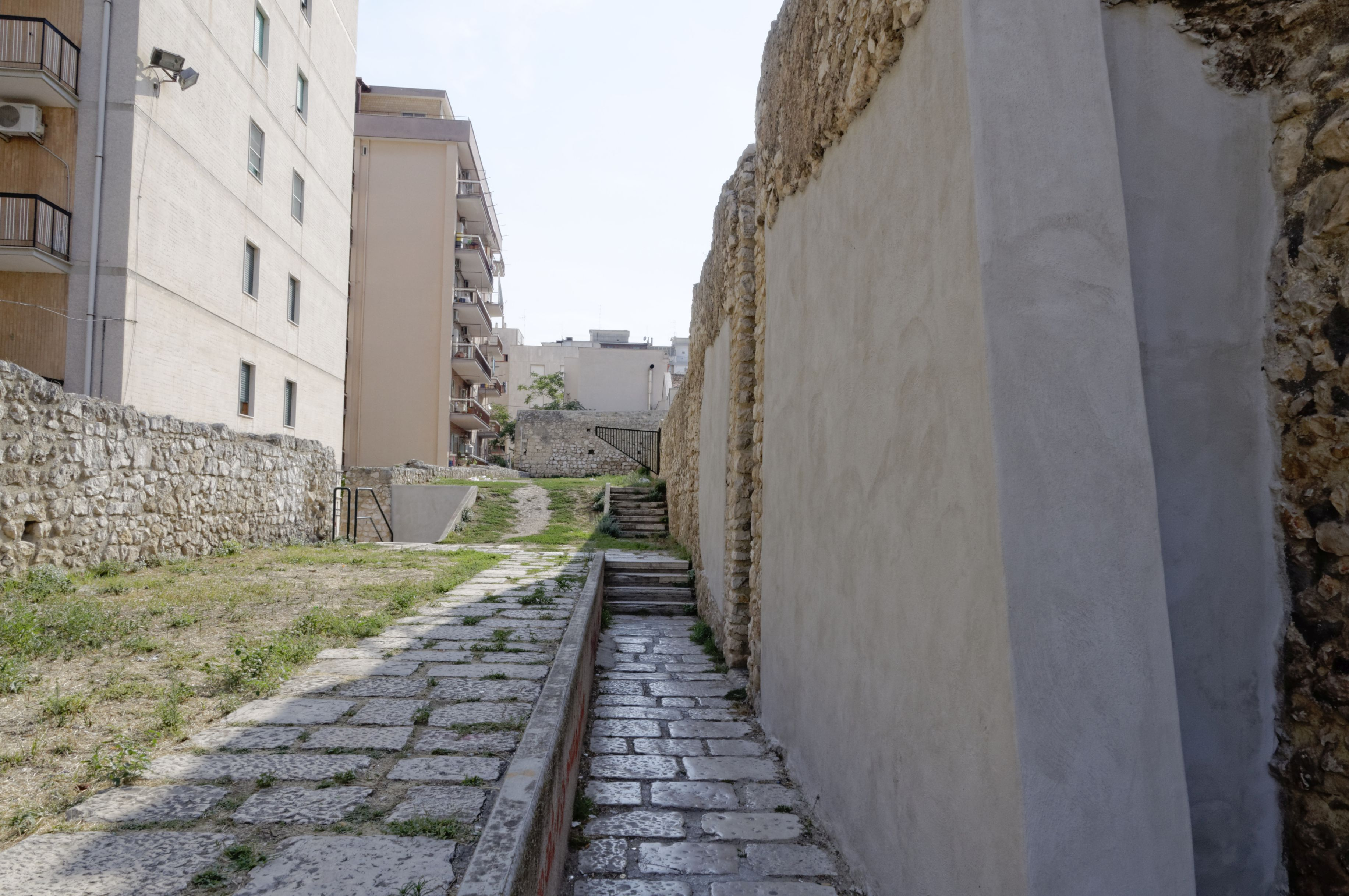

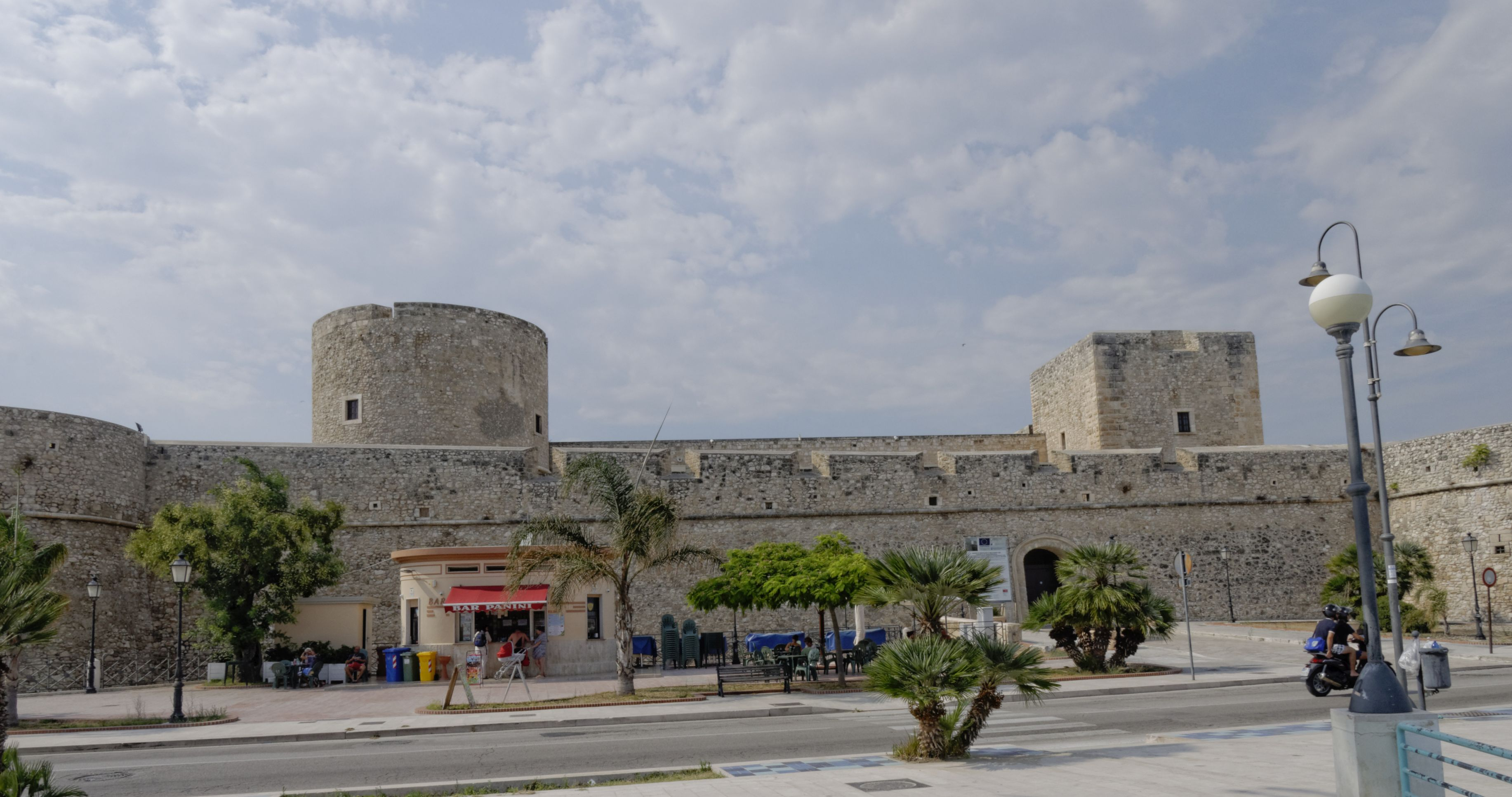

Das Castello di Manfredonia ist eine Festung im Stadtzentrum von Manfredonia in der italienischen Region Apulien. Sie wurde zu Zeiten der Staufer, des Hauses Anjou und des Hauses Aragón erbaut und erweitert.
Die dem Ministerium für Kulturgüter und kulturelle Aktivitäten unterstellte Museumsburg wurde vom Dezember 2014 an vom Museumsverbund Apulien (italienisch Polo museale della Puglia) geleitet. Seit Dezember 2019 übernimmt diese Aufgabe die neu geschaffene Regionale Museumsdirektion (it. Direzione regionale Musei).

## Geschichte
Die ersten Dokumente, in denen die Festung erwähnt ist, stammen vom April 1279. Darin wird auf die Einstellung von Arbeitskräften Bezug genommen, um mit den Bauarbeiten zu beginnen. Dennoch ist es möglich, dass König Karl I. von Neapel die Festung unter Nutzung von Anlagen bauen ließ, die bereits vorhanden waren und in den Neubau integriert wurden: Man denkt, dass die ursprüngliche Anlage lediglich aus Räumen bestand, die mit Wänden verschlossen und mit Türen zur Kommunikation nach außen ausgestattet waren.
Die Festung ist nicht die Frucht eines einzelnen Projektes, sondern entwickelte sich von der ursprünglichen Planung von Pierre d'Angicourt über eine Reihe von Umbauten, Erweiterungen und Neuverkleidungen in verschiedenen Epochen bis zu seiner heutigen Form.
Die ersten Umbauten stammen aus dem Jahr 1442, als das Haus Aragón im Rahmen eines größeren Projektes der Küstenbefestigung den Komplex mit einer Umfassungsmauer versah, die die vorher bestehende Anlage umschloss.
Im folgenden Jahrhundert kam eine fünfeckige Bastion im Westen dazu, die einen der Rundtürme einschloss und die Anlage im Falle eines Angriffs von der Stadtseite aus schützen sollte. Die Bastion wird wegen eines Marmorreliefs über dem Außenkorridor, das eine Szene der Verkündigung des Herrn darstellt, „Dell'Annunziata“ genannt.
Dennoch war die Festung 1620 gezwungen, unter dem Angriff de Türken zu kapitulieren, wodurch die Schwächen der Festung deutlich sichtbar wurden: Das Fehlen einer ausreichenden Artillerie und das Nichtvorhandensein schützender Brüstungen, die die Unversehrtheit der Verteidiger garantiert hätten, waren zwei der Gründe für die Kapitulation.
Nachdem die Festung im 18. Jahrhundert ihre Verteidigungsfunktion verloren hatte, wurde sie als Kaserne genutzt; ihr Westturm diente als Gefängnis.
1901 kaufte die Stadt Manfredonia die Festung und schenkte sie unter der D.P.R.-Nr. 952 am 21. Juni 1968 der Republik Italien, verbunden mit der Verpflichtung für letztere, im Inneren ein archäologisches Museum einzurichten.
Heute ist dort das Museo archaeologico nazionale di Manfredonia untergebracht.

## Beschreibung
Ursprünglich zeigte die Anlage eine vierseitige Form, eingeschlossen in einem Mauerring mit fünf quadratischen Türmen, vier an den Ecken der Anlage und der fünfte vermutlich in der Nähe des Haupteingangs auf der Nordostseite. Später wurden die vier Ecktürme in vier größere Rundtürme integriert, wogegen vom fünften nur noch wenige Spuren blieben.
Im weiter außen liegenden Mauerring, der in der Zeit des Hauses Aragón entstand, wurden vier zylindrische Türme, die niedriger als die inneren waren, gesetzt, die tauglicher für die technische Verteidigung dieser Zeit waren. 